# Thalaina klenaea
Thalaina klenaea là một loài bướm đêm trong họ Geometridae.